# Дело поручается детективу Тедди. Дело № 001. Бурый и Белый
«Дело поручается детективу Тедди. Дело № 001. Бурый и Белый» — советский мультфильм Владимира Дахно. Первый мультфильм из дилогии «Дело поручается детективу Тедди».

## Сюжет
Два пса — детектив Тедди со своим помощником Гришей разыскивали в городе пропавших медвежат — Бурого и Белого, которые исчезли утром по пути в школу. Найденные детективом Тедди улики, на которые Гриша не обращал внимания или объяснял по-своему, помогли найти медвежат. Оказалось, что они вместо школы заигрались на солнечной весенней природе, но делая всё наполовину, попали в случайную западню — сундук на чердаке в доме самого Тедди. А, казавшийся Грише подозрительным, странный кот, следивший за детективами, на самом деле был корреспондентом журнала «Кошки и мышки», готовившим репортаж о знаменитых сыщиках.

## Отсылки
Детектив Тедди и помощник Григорий являются пародией на двух героев — Шерлока Холмса и Доктора Ватсона.

## Съёмочная группа
| авторы сценария           | Раиса Недашковская, Роберт Виккерс                                                                         |
| режиссёр                  | Владимир Дахно                                                                                             |
| художник-постановщик      | Людмила Середа                                                                                             |
| оператор                  | Анатолий Гаврилов                                                                                          |
| редактор                  | Владимир Гайдай                                                                                            |
| композитор                | Л. Маркелов                                                                                                |
| звукооператор             | Виктор Груздёв                                                                                             |
| роли озвучили             | Евгений Паперный, Анатолий Худолеев, Андрей Подубинский, Давид Бабаев                                      |
| художники-мультипликаторы | Александр Викен, Н. Бондарь, Адольф Педан, Нина Чурилова, Владимир Гончаров, В. Врублевский, Э. Перетятько |
| ассистенты                | Е. Дёмкина, А. Савчук, О. Деряжная, И. Сергеева                                                            |
| директор картины          | Иван Мазепа                                                                                                |